# Coppa Italia Primavera 1986-1987
La Coppa Italia Primavera 1986-1987 è stata la quindicesima edizione del torneo riservato alle squadre giovanili iscritte al Campionato Primavera. Il detentore del trofeo era il Torino.
La vittoria finale è andata alla Cremonese per la prima volta nella sua storia.